# Diamond DA62
Die Diamond DA62 (frühere Benennung DA52) ist ein zweimotoriges Flugzeug des Flugzeugherstellers Diamond Aircraft. Es wird sowohl als Sportflugzeug als auch als leichtes Geschäftsreiseflugzeug und leichtes Aufklärungsflugzeug angeboten.

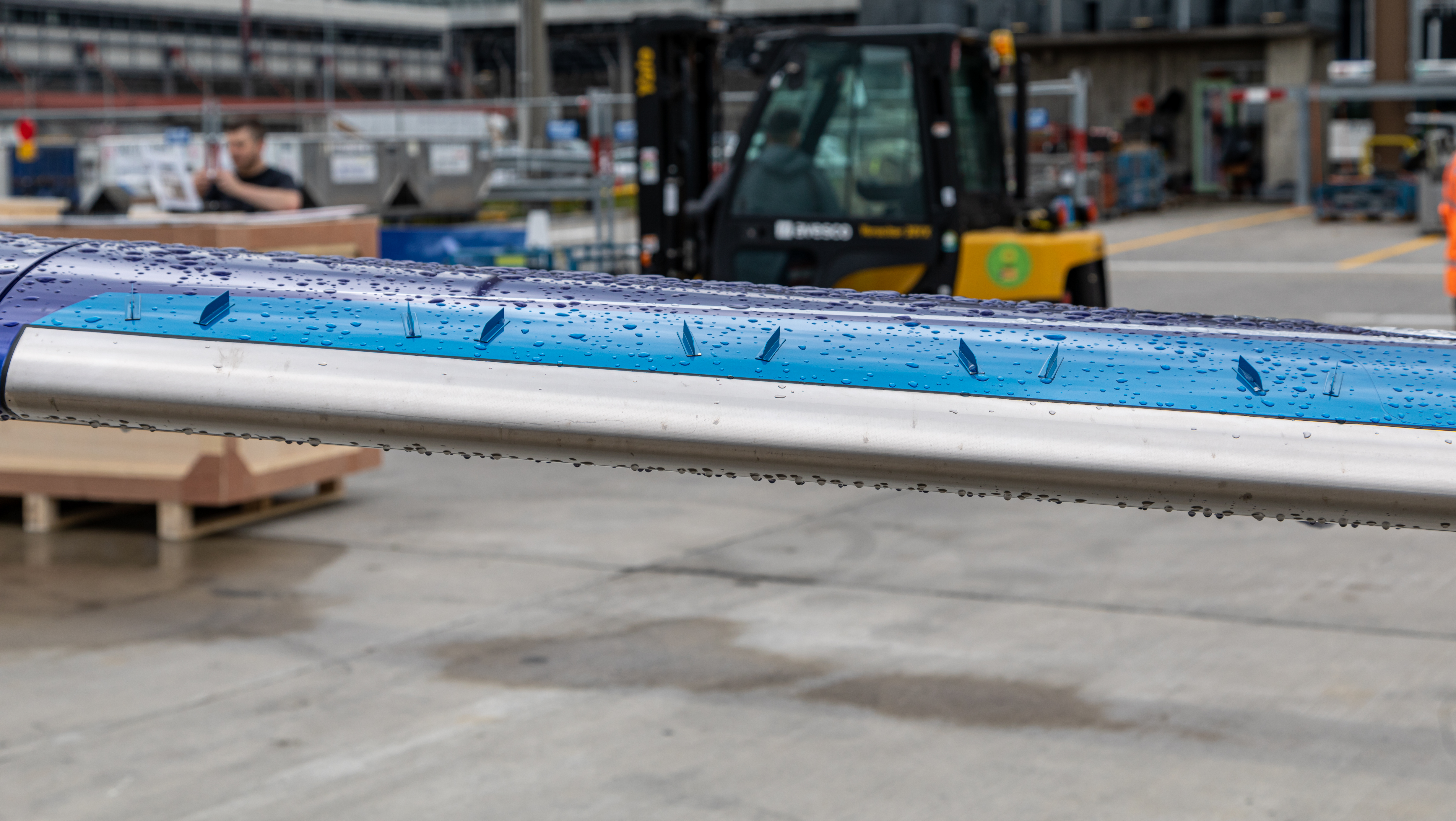
Detailansicht der Flügelvorderkante

Mit der Diamond DA62 fertigt das österreichische Unternehmen das zweite mehrmotorige Flugzeug. Es enthält Elemente der DA50 und der ebenfalls zweimotorigen DA42, dabei wurde das Grundgerüst des Rumpfes von der DA50 übernommen. Laut Diamond wurde das Flugzeug in sechs Monaten entwickelt. Das Flugzeug wurde 2015 in Europa und Ende Februar 2016 in den Vereinigten Staaten zum Verkehr zugelassen.
Als Antrieb kommen zwei Austro Engine AE330, die nach dem Dieselprinzip arbeiten und mit Kerosin (z. B. Jet A-1) betrieben werden, zum Einsatz.

## Technische Daten
| Kenngröße             | Daten                                                                                  |
| --------------------- | -------------------------------------------------------------------------------------- |
| Besatzung             | 1–2 Piloten                                                                            |
| Passagiere            | 4/5/6                                                                                  |
| Länge                 | 9,19 m                                                                                 |
| Spannweite            | 14,70 m                                                                                |
| Höhe                  | 2,82 m                                                                                 |
| Flügelfläche          | 17,10 m²                                                                               |
| Flügelstreckung       | 12,6                                                                                   |
| Leermasse             | 1517 kg                                                                                |
| max. Startmasse       | 2300 kg (5-Sitzer kann mit 1999 kg zugelassen werden)                                  |
| Reisegeschwindigkeit  | 325 km/h (175 kn)                                                                      |
| Höchstgeschwindigkeit | 372 km/h (201 kn)                                                                      |
| Dienstgipfelhöhe      | 6096 m (20.000 ft)                                                                     |
| Reichweite            | 2380 km                                                                                |
| Tankinhalt            | 326 l                                                                                  |
| Treibstoffverbrauch   | 37 l/h (14,1 l/100 km) bei 263 km/h (50 %); 70 l/h (19,9 l/100 km) bei 352 km/h (95 %) |
| Triebwerke            | 2 Dieselmotoren Austro Engine AE330 mit je 134 kW                                      |
| Listenpreis           | 920.000 Euro                                                                           |

## Zivile Nutzer
Deutschland: 
- 2 QinetiQ GmbH
- Friedrich Merz (Kennung: D-IAFM)[12]
- Technische Universität Dresden: Diamond DA62 MPP (in Beschaffung)[13]
- 3 Geofly GmbH[14]